# Hundtjärnarna (Dorotea socken, Lappland, 711271-154082)
Hundtjärnarna är en sjö i Dorotea kommun i Lappland och ingår i Ångermanälvens huvudavrinningsområde.